# Platycheirus katunicus
Platycheirus katunicus är en tvåvingeart som beskrevs av Skufjin 1987. Platycheirus katunicus ingår i släktet fotblomflugor, och familjen blomflugor. Inga underarter finns listade i Catalogue of Life.